# 巴塞尔剧院
巴塞尔剧院（德語：Theater Basel）是瑞士巴塞尔市立剧院，为歌剧团、芭蕾舞团所在地。剧院除了上演歌剧和轻歌剧，还上演话剧和音乐剧。
由于剧院没有自己的管弦乐队，歌剧和芭蕾舞通常承包给巴塞尔交响乐团，而巴洛克歌歌剧则由巴洛克乐团La Cetra 表演。

## 历史

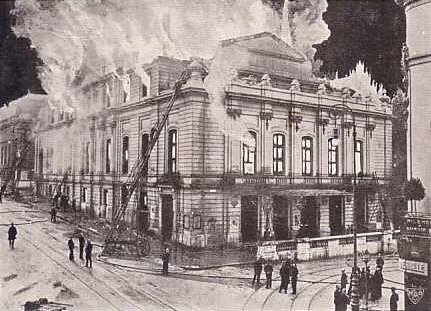
第二个剧院

巴塞尔剧院成立于1834年，名为“巴塞尔城市剧院”（Basler Stadttheater）。第一个剧院是由瑞士建筑师梅尔基奥尔·贝里（Melchior Berri）设计。
1873年，一个新的剧院开始动工，由Johann Jakob Stehlin der Jüngere设计。这第二个剧院于1875年开业，直到1904年10月7日被火烧毁。
第三个剧院在1909年开幕。第四剧院于1975年开幕。 